# Campeonato Potiguar 1992
In 1992 werd het 73ste Campeonato Potiguar gespeeld voor voetbalclubs uit de Braziliaanse staat Rio Grande do Norte. De competitie werd gespeeld van 2 juli tot 17 december en georganiseerd door de Federação Norte-rio-grandense de Futebol. Er werden drie toernooien gespeeld, omdat América de Natal twee van de drie toernooien won had het genoeg aan een gelijkspel in de finale om de titel te winnen.

## Eerste toernooi

### Eerste fase
| Plaats | Club             | Wed. | W | G | V | Saldo | Ptn. |
| ------ | ---------------- | ---- | - | - | - | ----- | ---- |
| 1.     | ABC              | 10   | 6 | 3 | 1 | 17:5  | 15   |
| 2.     | América de Natal | 10   | 6 | 3 | 1 | 11:2  | 15   |
| 3.     | Desportiva       | 10   | 4 | 4 | 2 | 9:6   | 12   |
| 4.     | Potyguar         | 10   | 0 | 8 | 2 | 8:10  | 8    |
| 5.     | Baraúnas         | 10   | 1 | 4 | 5 | 7:14  | 6    |
| 6.     | Alecrim          | 10   | 0 | 4 | 6 | 7:22  | 4    |

|  | Geplaatst voor finale          |
|  | Uitgeschakeld voor tweede fase |

### Tweede fase
| Plaats | Club             | Wed. | W | G | V | Saldo | Ptn. |
| ------ | ---------------- | ---- | - | - | - | ----- | ---- |
| 1.     | América de Natal | 6    | 4 | 2 | 0 | 14:5  | 10   |
| 2.     | ABC              | 6    | 3 | 2 | 1 | 7:5   | 8    |
| 3.     | Desportiva       | 6    | 2 | 2 | 2 | 4:5   | 6    |
| 4.     | Potyguar         | 6    | 0 | 0 | 6 | 3:13  | 0    |

|  | Geplaatst voor finale |

### Finale
|                |     |       |                  |  |
| 8 oktober Heen | ABC | 3 – 1 | América de Natal |  |
| 8 oktober Heen |     |       |                  |  |

|                  |                  |       |     |  |
| 10 oktober Terug | América de Natal | 4 – 0 | ABC |  |
| 10 oktober Terug |                  |       |     |  |

## Tweede toernooi
Potyguar en Baraúnas trokken zich voor de start van het tweede toernooi terug. 

### Eerste fase
| Plaats | Club             | Wed. | W | G | V | Saldo | Ptn. |
| ------ | ---------------- | ---- | - | - | - | ----- | ---- |
| 1.     | Desportiva       | 3    | 2 | 1 | 0 | 6:3   | 5    |
| 2.     | ABC              | 3    | 2 | 0 | 1 | 2:1   | 4    |
| 3.     | América de Natal | 3    | 1 | 1 | 1 | 4:4   | 3    |
| 4.     | Alecrim          | 3    | 0 | 0 | 3 | 0:4   | 0    |

|  | Geplaatst voor finale |

### Tweede fase
| Plaats | Club             | Wed. | W | G | V | Saldo | Ptn. |
| ------ | ---------------- | ---- | - | - | - | ----- | ---- |
| 1.     | América de Natal | 3    | 3 | 0 | 0 | 7:2   | 6    |
| 2.     | ABC              | 3    | 1 | 1 | 1 | 5:4   | 3    |
| 3.     | Desportiva       | 3    | 1 | 1 | 1 | 5:4   | 3    |
| 4.     | Alecrim          | 3    | 0 | 0 | 3 | 2:9   | 0    |

|  | Geplaatst voor finale             |
|  | Uitgeschakeld voor derde toernooi |

### Finale
|                  |            |       |                  |  |
| 26 november Heen | Desportiva | 0 – 2 | América de Natal |  |
| 26 november Heen |            |       |                  |  |

|                   |                  |       |            |  |
| 29 november Terug | América de Natal | 2 – 2 | Desportiva |  |
| 29 november Terug |                  |       |            |  |

## Derde toernooi
| Plaats | Club             | Wed. | W | G | V | Saldo | Ptn. |
| ------ | ---------------- | ---- | - | - | - | ----- | ---- |
| 1.     | ABC              | 4    | 2 | 2 | 0 | 3:1   | 6    |
| 2.     | América de Natal | 4    | 0 | 3 | 1 | 2:3   | 3    |
| 3.     | Desportiva       | 4    | 0 | 3 | 1 | 1:2   | 3    |

|  | Geplaatst voor finale |

## Finale
|                  |                  |       |     |  |
| 17 december Heen | América de Natal | 1 – 1 | ABC |  |
| 17 december Heen |                  |       |     |  |

## Kampioen
| Campeonato Potiguar de 1992           |
| Rio Grande do Norte                   |
| ------------------------------------- |
| AMÉRICA DE NATAL Kampioen (29° titel) |